# شوغر كامب (ويسكونسن)
شوغر كامب (بالإنجليزية: Sugar Camp, Wisconsin)‏ هي بلدة تقع بولاية ويسكونسن في الولايات المتحدة. تبلغ مساحتها 253.9 (كم²)، وترتفع عن سطح البحر 507 م، بلغ عدد سكانها 1781 نسمة في عام 2000 حسب إحصاء مكتب تعداد الولايات المتحدة وتصل الكثافة السكانية فيها 7.7 نسمة/كم2.

## وصلات خارجية
- The US50 - Cities and Towns in Wisconsin State
- Wisconsin Cities and Towns, Facts, Map, Flag, Colleges, Government, and More